# Навчальні лави
Ла́ви навча́льні (рос. лавы учебные, англ. training longwall face; нім. Lehrstrebe m pl) — лави, найчастіше штучні лави-макети, в яких проводиться навчання робітників виконанню всіх процесів та операцій в очисних вибоях, а також по обслуговуванню і ремонту гірничих машин та механізмів.